# Tommy Douglas
Tommy Douglas, nome completo Thomas Clement Douglas (Falkirk, 20 ottobre 1904 – Ottawa, 24 febbraio 1986), è stato un politico canadese di origine scozzese.
Fu il leader del primo governo socialista eletto nell'America del Nord e padre fondatore di Medicare, il sistema medico pubblico ancora oggi in vigore in Canada.

## Biografia

### Gli inizi

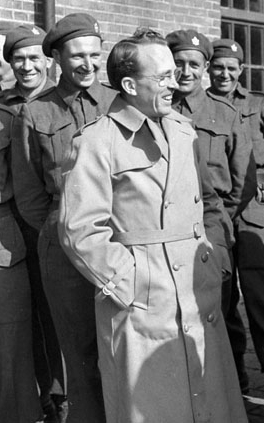
Tommy Douglas nel 1945

Nato nel 1904 a Falkirk, in Scozia, Douglas emigrò in Canada con la famiglia nel 1910, trasferendosi a Winnipeg, in Manitoba. Durante la sua infanzia Douglas, ferendosi una gamba, sviluppò una forma di osteomielite; la gamba, a serio rischio di amputazione, fu salvata da un medico che ne valutò la condizione come un soggetto interessante da insegnare ai suoi studenti. Ciò portò Douglas negli anni a venire a sviluppare il credo che ne motivò a lungo la sua storia politica: la gestione della sanità come un servizio libero e gratuito per tutti.
Nel 1924, Douglas si iscrisse al Brandon College dove intraprese gli studi da pastore della chiesa battista. Durante i suoi studi, Douglas fu ispirato dal movimento del vangelo sociale che combinava i principi cristiani con riforme sociali adeguate Terminati gli studi nel 1930, e laureatosi in sociologia all'Università McMaster nel 1933, divenne pastore battista nella cittadina di Weyburn, in Saskatchewan, dove, con l'arrivo della grande depressione, divenne un attivista sociale ed entrò nella Federazione Cooperativa del Commonwealth (CCF), un partito politico di ispirazione socialista fondato nel 1932. Douglas fu eletto alla Camera dei Comuni canadese nel 1935, incarico che lui coprì fino al 1944.

### Al potere in Saskatchewan
Nel 1942, Tommy Douglas fu eletto leader del CCF in Saskatchewan e due anni dopo guidò il partito alla conquista del governo, vincendo 47 seggi su 53 nell'assemblea provinciale, diventando così il primo capo di un governo socialista in tutto il Nordamerica. Successivamente, il CCF riuscì a confermarsi per cinque volte consecutive maggioranza in Saskatchewan fino al 1960.
Le innovazioni, pionieristiche per l'epoca, avviate da Douglas durante il suo periodo da primo ministro del Saskatchewan inclusero la creazione di una società elettrica pubblica con l'obiettivo di estendere la copertura energetica anche alle fattorie ed ai villaggi più isolati, il primo servizio pubblico di assicurazione automobilistica in Canada, la creazione di una serie di aziende a conduzione pubblica provinciale che competessero con i privati e una carta dei diritti pensata a protezione di libertà fondamentali e diritti di uguaglianza. Agevolato dal boom economico del secondo dopoguerra, il governo socialista del Saskatchewan riuscì inoltre a cancellare del tutto il debito pubblico ereditato dal precedente governo liberale e creare un surplus economico, che consentì a Douglas di presentare l'innovazione alla quale il suo nome è ancor oggi associato in Canada, ossia Medicare, il primo sistema sanitario pubblico mai visto in Nordamerica. Dopo aver superato fortissime resistenze da parte del corpo medico, Medicare fu introdotto nel 1962, un anno dopo le dimissioni di Douglas da primo ministro, dal suo successore Woodrow Lloyd. Malgrado ciò, ancor oggi la figura di Tommy Douglas è conosciuta in Canada come padre di Medicare.

### Leader federale di partito
Nel 1961, Douglas lasciò la carica di primo ministro del Saskatchewan per guadagnarsi la leadership del neonato Nuovo Partito Democratico (NDP), il successore del CCF. Eletto leader dell'NDP, Douglas non riuscì tuttavia a farsi eleggere alla Camera dei Comuni, perdendo la sfida elettorale nel seggio di Regina, Saskatchewan. Riuscì successivamente ad entrare in parlamento dopo aver vinto un'elezione suppletiva in un seggio della Columbia Britannica, dove fu rieletto nel 1963 e nel 1965, ma non nel 1968. Dopo la sconfitta del 1968, Douglas prese parte ad un'altra elezione suppletiva tenutasi lo stesso anno, sempre in un seggio della Columbia Britannica.
Sebbene in questo periodo l'NDP ottenne risultati migliori del predecessore CCF, esso non riuscì ad ottenere quell'incremento elettorale che ci si aspettava dalla leadership di Tommy Douglas. Nel 1970, durante la crisi del Québec, Douglas fu l'unico politico canadese ad opporsi al War Measures Act invocato dall'allora primo ministro Pierre Trudeau per contrastare i terroristi di estrema sinistra del Fronte di Liberazione del Québec. Douglas lasciò la leadership dell'NDP nel 1971, ma continuò a sedere in Parlamento fino al 1979, quando annunciò il suo ritiro dalle scene politiche. Tommy Douglas è deceduto all'età di 81 anni il 24 febbraio 1986 ad Ottawa, vittima di un cancro.

## Vita privata
Tommy Douglas, sposatosi nel 1930 con una studentessa di musica, Irma Dempsey, è il padre dell'attrice Shirley Douglas nonché nonno dell'attore Kiefer Sutherland. Douglas e Dempsey hanno anche avuto una figlia adottiva, Joan, poi divenuta infermiera.
Nel 2004, nell'ambito di una trasmissione televisiva della CBC, The Greatest Canadian, Tommy Douglas è stato scelto dai cittadini del paese nordamericano come il più grande canadese della storia.